# T-Pistonz+KMC
T-Pistonz+KMC (ティーピストンズプラスケムシ?, Tī Pizutonzu purasu Kemushi, di solito scritto in lettere occidentali anche in Giappone) è un gruppo musicale J-pop giapponese. Hanno eseguito le sigle di apertura dell'anime e della serie di videogiochi per Nintendo DS Inazuma Eleven.

## Storia
I T-Pistonz nascono nel 2008 come una band punk rock formata da quattro membri, detta Tonkotsu Pistons (豚骨ピストンズ?, Tonkotsu Pizutonzu). Il coreografo Lucky Ikeda, conosciuto anche come In-Chiquita, ha lavorato con loro.
Da Maji de kansha (uscito nel giugno del 2009), KMC, un rapper, si unì a loro e da allora usano il nome "T-Pistons+KMC".
Il loro quinto singolo Katte nakō ze! (marzo 2010) arrivò in alto nelle classifiche settimanali della Oricon.
Tutti i loro singoli sono stati usati nei videogiochi e negli anime della serie Inazuma Eleven.

## Membri

### Membri attuali
- Ton Nino (トン・ニーノ?, Ton Nīno), primo cantante. Fratello maggiore di Hiroshi Dot.
- KMC, rapper
- In-Chiquita (イン・チキータ?, In Chikīta), ballerino e coreografo
- Hiroshi Dot (ヒロシ・ドット?, Hiroshi Dotto), cantante e ballerino. Fratello minore di Ton Nino.

### Ex-membri
- Brother A King (ブラザー・エイ・キング?, Burazā Ei Kingu), chitarrista. Ha lasciato il gruppo nel settembre 2011.
- Ebirina (エビリーナ?, Ebirīna), ballerina. Ha lasciato il gruppo nel settembre 2011.
- Shū Mai Mai (周舞々?), ballerina. Ha lasciato il gruppo nel settembre 2011.
- Brother Hide King (ブラザー・ヒデ・キング?, Burazā Hide Kingu), chitarrista - Ha lasciato il gruppo nel luglio del 2010.
- Don Ringo (ドン・リンゴ?, Don Ringo), batterista

## Discografia

### Singoli
- Ri-yo - Seishun no Inazuma Eleven (uscito il 27 agosto 2008)
- Tachiagariyo (uscito il 26 novembre 2008)
- Maji de kansha! (uscito il 10 giugno 2009)
- Tsunagariyo (uscito il 4 novembre 2009)
- Katte nakō ze! (uscito il 10 marzo 2010)
- Ultra katte nakō ze!/Vamos! Nippon (uscito il 26 maggio 2010)
- GOOD Kitā!/Genki ni nariyo! (uscito il 14 luglio 2010)
- Bokura no goal!/Matane... no kisetsu (uscito il 23 febbraio 2011)
- Ten made todoke!/Minna atsumariyo! (uscito il 6 giugno 2011)
- Naseba Narunosa Nanairo Tamago (uscito il 26 ottobre 2011)
- Ohayo! Shining Day/Uchiku Dark! (uscito il 15 febbraio 2012)
- Jonetsu De Mune Atsu! (uscito il 20 giugno 2012)
- Kandou Kyouyu! (uscito il 4 luglio 2012)
- Kokoro Korogase! (uscito il 18 luglio 2012)

### Album
- Ganbariyo! (uscito il 22 dicembre 2010)
- Gorilla Beat wa Lucky7 (uscito il 30 novembre 2011)
- T-Pistonz+KMC Story-yo! 〜Hajimete no Best〜 (uscito il 22 febbraio 2012)